# Província de Las Palmas
Las Palmas (en castellà, Las Palmas) és una província d'Espanya situada a les illes Canàries, formada per les illes de Gran Canària, Fuerteventura i Lanzarote, així com per una sèrie de sis illes menors (Alegranza, La Graciosa, Montaña Clara, Lobos, Roque del Este i Roque del Oeste). Té una població d'1.010.511 habitants (2005). La seua capital és la ciutat de Las Palmas de Gran Canària, a l'illa de Gran Canària

## Partits judicials

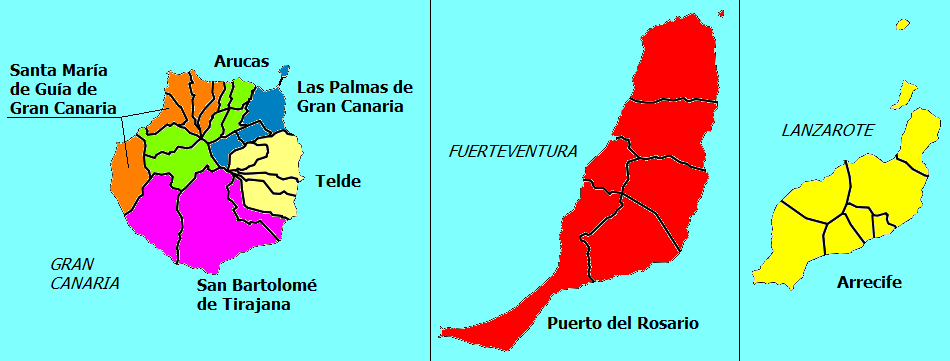
Partits judicials de Las Palmas.

La província de Las Palmas està dividida administrativament en 7 partits judicials, dels quals 5 corresponen a l'illa de Gran Canària, 1 a Fuerteventura i 1 a Lanzarote.
|   | Partit Judicial                     | Illa          | Mun. | Població (hab) [2009] | Superfície (km²) | Densitat (hab/km²) |
| - | ----------------------------------- | ------------- | ---- | --------------------- | ---------------- | ------------------ |
| 1 | Arrecife                            | Lanzarote     | 7    | 141.938               | 845,9            | 167,8              |
| 2 | Palmas de Gran Canaria, Las         | Gran Canària  | 3    | 408.637               | 162,3            | 2.518,6            |
| 3 | Puerto del Rosario                  | Fuerteventura | 6    | 103.167               | 1.659,7          | 62,2               |
| 4 | Santa María de Guía de Gran Canaria | Gran Canària  | 5    | 60.849                | 305,1            | 199,4              |
| 5 | Telde                               | Gran Canària  | 4    | 167.325               | 259,0            | 646,0              |
| 6 | San Bartolomé de Tirajana           | Gran Canària  | 3    | 137.488               | 567,1            | 242,4              |
| 7 | Arucas                              | Gran Canària  | 6    | 64.098                | 266,6            | 240,4              |
|   | Las Palmas                          |               | 34   | 1.083.502             | 4.065,8          | 266,5              |